# Соперничество футбольных клубов «Локомотив» (Москва) и «Торпедо» (Москва)
Сопе́рничество «Локомоти́ва» и «Торпедо» — дерби между столичными футбольными клубами «Локомотив» и «Торпедо», является одним из наиболее принципиальных противостояний в московском футболе. Ведёт своё начало с 25 августа 1938 года, когда команды на поле стадиона «Сталинец» встретились в матче четвёртого клубного чемпионата СССР в присутствии 12 000 зрителей, победу со счётом 2:0 одержал «Локомотив». По состоянию на 31 декабря 2022 года клубы провели друг против друга в официальных матчах (в чемпионате СССР, российской Премьер-лиге, Кубке СССР, Кубке Федерации футбола СССР, Кубке России) 103 встречи, в которых 42 матча выиграл «Локомотив», 43 — «Торпедо», 18 игр завершились вничью.

## История соперничества

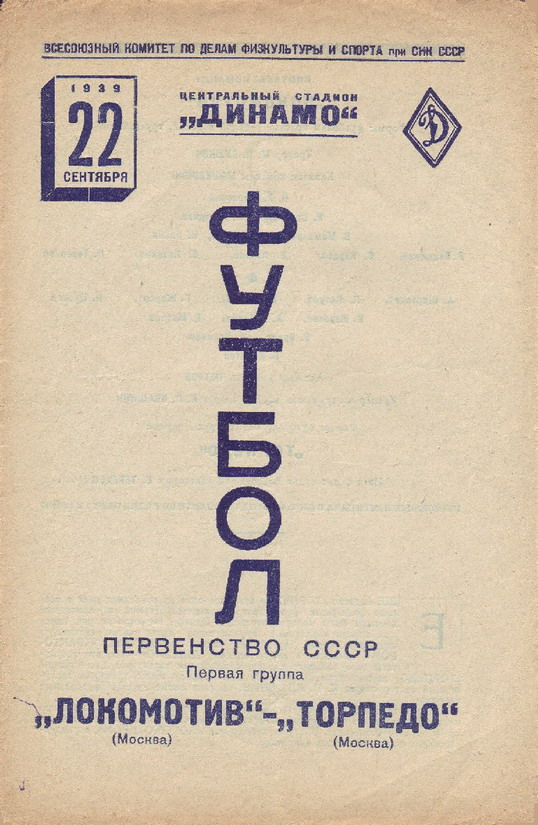
Афиша матча Чемпионата СССР «Локомотив» — «Торпедо». 22 сентября 1939 года.

Противостояние «Локомотива» и «Торпедо» имеет давнюю историю, насчитывает более восьмидесяти лет и более сотни матчей. Первый матч на высшем уровне команды провели 25 августа 1938 года, когда встретились на поле стадиона «Сталинец» в матче четвёртого клубного чемпионата СССР.
В течение долгих лет противостояние носило чисто спортивный характер. Клубы регулярно сталкивались играх чемпионата СССР, Кубка СССР, Кубка Федерации футбола СССР, выигрывали титулы. За советский период «Локомотив» дважды становился обладателем Кубка страны (1936, 1957), а «Торпедо» 9 раз становилось обладателем трофеев: 3 раза становилось чемпионом СССР (1960, 1965, 1976 (осень)) и 6 раз обладателем Кубка СССР (1949, 1952, 1960, 1968, 1972, 1986).
В первых всесоюзных клубных турнирах преимущество имел «Локомотив»: результаты встреч 4 победы железнодорожников, 0 ничьих, 1 победа автозаводцев при трёх. После Великой Отечественной войны в сороковых и пятидесятых годах XX века в целом сохранялось равенство результатов (11 побед «Локо», 3 ничьи, 10 побед «Торпедо»). В 1960-е годы существенное преимущество по личным встречам имело Торпедо (3 — 3 — 10), при этом с 22 августа 1963 года по 14 августа 1967 года продлилась семиматчевая победная серия чёрно-белых. В следующем десятилетии продолжилось доминирование «Торпедо» (3 — 1 — 8) при шестиматчевой победной серии последних с 11 июля 1975 года по 26 октября 1977 года. В последний период советского этапа противостояния преимущество автозаводцев было уже не столь значительным: 4 победы «Локомотива», 2 ничьи, 7 побед «Торпедо».
В российский период истории продолжилось противостояние на футбольном поле в котором стал доминировать уже «Локомотив» (17 побед красно-зелёных, 8 ничьих, 7 побед торпедовцев), а также с развитием фанатского движения и движения футбольных хулиганов соперничество привело к околофутбольным конфликтам.

### Противостояние фанатов

#### Истоки конфликта
В течение длительного периода времени «Локомотив» и «Торпедо» не отличались таким количеством болельщиков, как «Спартак», ЦСКА и «Динамо». Первые группировки футбольных хулиганов возникли у них в 1999 и 1997 годах соответственно. Долгое время им удавалось избегать конфликтов. Точные причины вражды не известны. Есть версии, что «движение красно-зелёных, набиравшее численность и мощь в силу спортивных успехов команды на рубеже веков, само выбрало себе оппонентов, которых могло бы потянуть по численности», по другим версиям, в последующих конфликтах винят торпедовцев, которые первыми начали атаковать немногочисленных поклонников «Локомотива», а потом уже столкнулись с увеличением силы последних.
В книге «Я — фанат!» датой отсчета силового противостояния обозначено 22 февраля 2004 года, когда объединенные группировки фанатов «Торпедо», возглавляемые «Tubes», в поисках стычек с ЦСКА наткнулись на фанатов «Локо» из группировок «Street Band» и «Mad Dobermans Firm». После этого столкновения происходили одно за другим.
Противостояние между фанатами красно-зелёных и черно-белых в 2006 году привело к ухудшению отношений и впоследствии вражде между болельщиками «Локомотива» и «Спартака», чьи фанаты дружны с торпедовцами.

#### История столкновений
Болельщики и игроки команд считают дерби давним и имеющим большую историю. Неоднократные жестокие драки случались на территории стадионов и за их пределами.
Так в 2014 году перед одним из матчей фанаты «Торпедо» предупредили, что из-за готовящегося пиротехнического шоу матч может не закончиться. В ходе матча болельщики автозаводцев жгли файеры и атрибутику «Локомотива», распевали матерные кричалки, один фанат даже выбежал на поле. Аналогично себя вели фанаты «Локомотива». Собственно матч 2014 года в Раменском в СМИ прозвали «Матерным дерби». Противостоянием фанатов отметился и последний на данный момент официальный матч между клубами — игра 8 апреля 2015 года в Черкизове, закончившаяся победой красно-зелёных 2:0.
Из-за ненависти между фанатами клубов были случаи обструкции игроков, переходящих из одного клуба в другой.

## Стадионы
В настоящее время для «Локомотива» и «Торпедо» домашними являются «РЖД Арена» и «Арена Химки» соответственно.
| Локомотив Торпедо Стадионы РЖД Арена и имени Эдуарада СтрельцоваСтадионы РЖД Арена и Арена Химки | Локомотив Торпедо Стадионы РЖД Арена и имени Эдуарада СтрельцоваСтадионы РЖД Арена и Арена Химки | Локомотив (Москва)  | Локомотив (Москва) |
| Локомотив Торпедо Стадионы РЖД Арена и имени Эдуарада СтрельцоваСтадионы РЖД Арена и Арена Химки | Локомотив Торпедо Стадионы РЖД Арена и имени Эдуарада СтрельцоваСтадионы РЖД Арена и Арена Химки | РЖД Арена           |                    |
| Локомотив Торпедо Стадионы РЖД Арена и имени Эдуарада СтрельцоваСтадионы РЖД Арена и Арена Химки | Локомотив Торпедо Стадионы РЖД Арена и имени Эдуарада СтрельцоваСтадионы РЖД Арена и Арена Химки | Вместимость: 27 320 |                    |
| Локомотив Торпедо Стадионы РЖД Арена и имени Эдуарада СтрельцоваСтадионы РЖД Арена и Арена Химки | Локомотив Торпедо Стадионы РЖД Арена и имени Эдуарада СтрельцоваСтадионы РЖД Арена и Арена Химки |                     |                    |
| Локомотив Торпедо Стадионы РЖД Арена и имени Эдуарада СтрельцоваСтадионы РЖД Арена и Арена Химки | Локомотив Торпедо Стадионы РЖД Арена и имени Эдуарада СтрельцоваСтадионы РЖД Арена и Арена Химки | Торпедо (Москва)    |                    |
| Локомотив Торпедо Стадионы РЖД Арена и имени Эдуарада СтрельцоваСтадионы РЖД Арена и Арена Химки | Локомотив Торпедо Стадионы РЖД Арена и имени Эдуарада СтрельцоваСтадионы РЖД Арена и Арена Химки | Арена Химки         |                    |
| Локомотив Торпедо Стадионы РЖД Арена и имени Эдуарада СтрельцоваСтадионы РЖД Арена и Арена Химки | Локомотив Торпедо Стадионы РЖД Арена и имени Эдуарада СтрельцоваСтадионы РЖД Арена и Арена Химки | Вместимость: 14 950 |                    |
| Локомотив Торпедо Стадионы РЖД Арена и имени Эдуарада СтрельцоваСтадионы РЖД Арена и Арена Химки | Локомотив Торпедо Стадионы РЖД Арена и имени Эдуарада СтрельцоваСтадионы РЖД Арена и Арена Химки |                     |                    |

## Трофеи
Ниже представлена таблица, иллюстрирующая количество добытых каждым из клубов трофеев в советский и российский периоды их истории.
|                              | Локомотив                                                                                | Торпедо                                   |
| ---------------------------- | ---------------------------------------------------------------------------------------- | ----------------------------------------- |
| Чемпион СССР                 | нет                                                                                      | 3 раза: 1960, 1965, 1976 (осень)          |
| Обладатель Кубка СССР        | 2 раза: 1936, 1957                                                                       | 6 раз: 1949, 1952, 1960, 1968, 1972, 1986 |
| ВСЕГО в СССР                 | 2                                                                                        | 9                                         |
| Чемпион России               | 3 раза: 2002, 2004, 2017/18                                                              | нет                                       |
| Обладатель Кубка России      | 9 раз: 1995/96, 1996/97, 1999/2000, 2000/01, 2006/07, 2014/15, 2016/17, 2018/19, 2020/21 | 1 раз: 1992/93                            |
| Обладатель Суперкубка России | 3 раза: 2003, 2005, 2019                                                                 | нет                                       |
| ВСЕГО в России               | 15                                                                                       | 1                                         |
| ВСЕГО                        | 17                                                                                       | 10                                        |

## Результаты матчей
В данном разделе представлены результаты матчей «Локомотива» и «Торпедо»
| Турнир     | Победы «Локомотива» | Ничьи | Победы «Торпедо» | Разница мячей |
| ---------- | ------------------- | ----- | ---------------- | ------------- |
| ЧСССР      | 23                  | 9     | 32               | 75—84         |
| КСССР      | 1                   | 0     | 1                | 3—2           |
| КФФСССР    | 0                   | 1     | 3                | 2—8           |
| Итого СССР | 24                  | 10    | 36               | 80—94         |
| ЧР         | 16                  | 8     | 7                | 51—29         |
| КР         | 2                   | 0     | 0                | 4—1           |
| Итого РФ   | 18                  | 8     | 7                | 55—30         |
| ИТОГО      | 42                  | 18    | 43               | 135—124       |

## Рекорды
За историю соперничества «Локомотива» и «Торпедо» зафиксированы следующие рекордные результаты:
- Самая крупная победа «Локомотива» (с разницей 8 мячей):
  - 8:0 (26 июля 1994 года, Чемпионат России 1994, Высшая лига, Второй круг)[3]
- Самая крупная победа «Торпедо» (с разницей 5 мяча):
  - 5:0 (31 июля 1991 года, Чемпионат СССР 1991, Высшая лига, Второй круг)[2]
- Самый результативный матч (8 мячей, 26 июля 1994 года, Чемпионат России 1994, Высшая лига, Второй круг)[3]
- Самая результативная ничья (4 мяча, 16 июля 2002 года, Чемпионат России 2002, Премьер-Лига, Первый круг)[3]
- Самые длинные серии в официальных матчах:
  - Победная серия «Локомотива» — 6 матчей (с 20 апреля 1996 года по 23 марта 1998 года)[3]
  - Победная серия «Локомотива» в чемпионате страны — 4 матча (с 03 июля 1950 по 01 июня 1953)[2]
  - Серия «Локомотива» без поражений — 8 матчей (с 20 апреля 1996 года по 1 августа 1998 года)[3]
  - Победная серия «Торпедо» — 7 матчей (с 22 августа 1963 года по 14 августа 1967 года, все в Чемпионате СССР)[2]
  - Серия «Торпедо» без поражений — 13 матчей (с 28 мая 1963 года по 22 июня 1972 года, все матчи в Чемпионате СССР)[2]